# Железничка станица Пријепоље
Железничка станица Пријепоље је једна од железничких станица на прузи Београд—Бар. Налази се насељу Пријепоље у општини Пријепоље. Пруга се наставља у једном смеру ка Пријепоље теретној и у другом према Бистрици на Лиму. Железничка станица Пријепоље састоји се из 3 колосека.

## Повезивање линија
- Пруга Београд—Бар